# Bodhidharma
Bodhidharma (skt बोधिधर्म; chiń Putidamo 菩提达摩; kor. Pori Dalma; jap. Bodai Daruma; wiet. Bồ-đề-đạt-ma) – na wpół legendarna postać buddyzmu mahajany. Był 28. patriarchą buddyzmu indyjskiego i pierwszym patriarchą buddyzmu chan. Za pierwszego patriarchę uważa go także buddyzm zen, będący kontynuacją chan. Tradycja mówi, że przybył z Indii do Chin, by przynieść przekaz Dharmy Buddy. Mimo że istnieją dokumenty chińskie, które wspominają mnicha buddyjskiego o takim imieniu, są też głosy negujące prawdziwość legendy.
Bardzo niewiele wiadomo o jego życiu, większość z tego, co przetrwało do naszych czasów to legendy, które zaczęły powstawać ponad 100 lat po jego śmierci i zawierające – podobnie jak wiele innych podań narosłych wokół legendarnych postaci – wiele sprzeczności i niesamowitości.

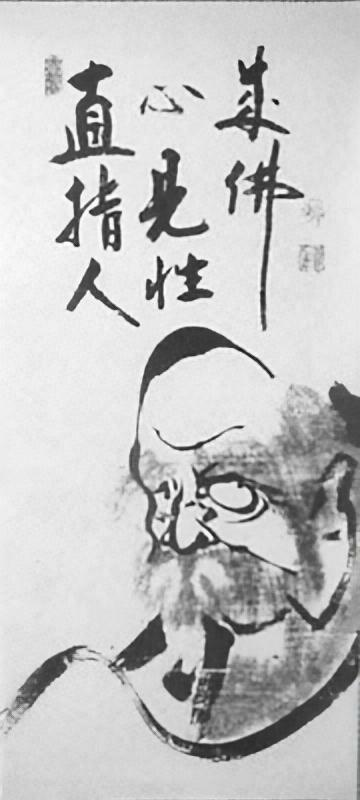
Portret Bodhidharmy i kaligrafia autorstwa Hakuina. Czytamy: “Zen trafia bezpośrednio do serca, ujrzyj swoją naturę i zostań buddą”

## Legendarna historia

### Od narodzin do podróży do Chin
Bodhipatra był trzecim synem króla (rodzina Sardilli) panującego w południowych Indiach, urodził się 5 października. Rok urodzin szacuje się na ok. 440 rok naszej ery (aczkolwiek mówi się także o roku 482). Jedno ze źródeł podaje miejsce urodzin, mianowicie Conjeeveram, niedaleko Madrasu.
Przez wiele lat jego buddyjskim nauczycielem duchowym był Prajnatara, 27 patriarcha buddyzmu indyjskiego. Ponieważ Bodhipatra robił szybkie postępy na ścieżce duchowej, nauczyciel zmienił jego imię na Bodhidharma. Bodhidharma szybko osiągnął oświecenie i porzucił wszelkie przygotowania do objęcia tronu po ojcu na rzecz praktyki duchowej. Prajnatara wyznaczył go 28 patriarchą i polecił przenieść Dharmę (nauczanie odłamu sarwastiwady) do Chin.
Różne wersje legend mówią o dwóch drogach, jakimi Bodhidharma dotarł do Chin. Pierwsza, to piesza wędrówka przez Himalaje; druga, to morska podróż. Morska podróż jest mniej romantyczna ale wydaje się bardziej prawdopodobna - przemawia za tym pojawiające się w wielu wersjach legendy miasto Kanton (chiń. Guangzhou) oraz położony niedaleko Nankin (także wspomniane miasto Madras jest morskim portem).
Daty przybycia do Chin są różne, jedne źródła mówią o roku 470, inne o 475, lub 516, a jeszcze inne 526. Bodhidharma mógł mieć wówczas ok. 40-50 lat. W niektórych wersjach legendy mówi się jednak, że miał aż 120 lat.
W Kantonie został uroczyście powitany przez lokalnego wojskowego przedstawiciela władz Xiao’anga (萧昂).
Jak pisze Bodhidharma w swoim dziele: "Jedynym powodem, dla którego przybyłem do Chin, było bezpośrednie przekazanie nauczania mahajany: Ten umysł jest buddą. Nie mówię o zasadach, oddaniu, ani ascetycznej praktyce [...]."

### Spotkanie z cesarzem Wu Di

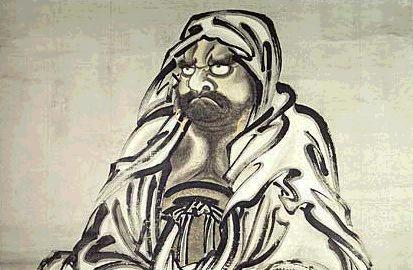
Bodhidharma

Bodhidharma musiał stać się sławny, bowiem został zaproszony przez cesarza Wu (z dynastii Liang). Pałac cesarza znajdował się w stolicy - mieście Nankin. Tu również podawane są różne daty – od bardzo dokładnej 1 października 516 roku, do "ok. 520".
Do naszych czasów przetrwały różne wersje rozmowy cesarza z mistrzem, jednak główne punkty ich rozmowy są jednakowe.
Cesarz Wu był dumny z tego, co robi dla chińskiego buddyzmu, powiedział Bodhidharmie: "Odkąd jestem cesarzem, ufundowałem wiele klasztorów, jeszcze więcej wyremontowałem"; później spytał: "Jak wiele zasług zebrałem?". Bodhidharma odpowiedział, że nie ma w tym żadnej zasługi. Cesarz, który znał dobrze jedną z podstawowych buddyjskich zasad - prawo przyczyny i skutku - był wielce zdziwiony. Uważał bowiem, że skoro uczynił dobro, otrzyma dobro. Spytał wówczas Bodhidharmę, co jest podstawową nauką buddyzmu, na co pytany odparł natychmiast: "Bezmierna pustka". Cesarz był zszokowany i, jak mówią niektórzy, zaczął tracić cierpliwość, gdyż to co usłyszał było niezwykłe i nie pasowało do tego, czego nauczali go chińscy mnisi. Wówczas spytał: "A ty kim jesteś?", na co Bodhidharma odpowiedział: "Nie wiem".
Cesarz, który nie zrozumiał odpowiedzi Bodhidharmy, odprawił go z dworu (17 października, według jednego ze źródeł). Gdy później cesarz Wu rozmawiał z mistrzem Zhi, ten spytał: "Czy wasza wysokość wie kim był ten człowiek?". Cesarz zaprzeczył i otrzymał odpowiedź: "To był mahasattwa Awalokiteśwara, który przybył, by przekazać Pieczęć Umysłu Buddy". Wówczas Cesarz zażyczył sobie powrotu Bodhidharmy, posłał za nim gońców, ale mistrz się nie zgodził.

### Bodhidharma i Szaolin

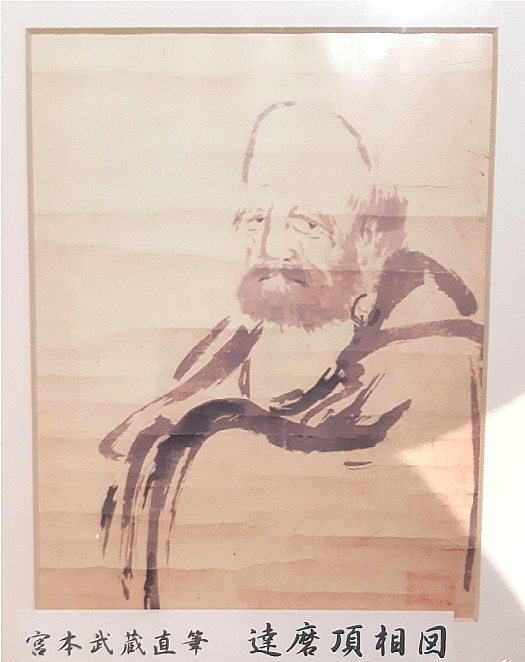
Portret Bodhidharmy i kaligrafia autorstwa Miyamoto Musashi.

Bodhidharma po opuszczeniu cesarskiego dworu udał się do klasztoru Szaolin w prowincji Henan, jednak nie został przyjęty. Osiadł w jaskini znajdującej się niedaleko klasztoru. Grota ta istnieje do dziś i jest jedną z atrakcji turystycznych. Tam przez dziewięć lat siedział twarzą do ściany. W tym okresie napisał swoje dzieło "Nauczanie zen". Wspomina o tym monografia Daoxuana z 645 roku, w której stwierdzono, że to sam Bodhidharma je rozpropagował. Najstarszą odnalezioną wersję tekstu Bodhidharmy datuje się na VII lub VIII wiek.
Bodhidharma miał niewielu uczniów, bo zaledwie czterech. Uczniem, którego mianował swym następcą (drugim patriarchą) był Huike.
Gdy miał już następcę udał się do świątyni Zhesong, by tam nauczać Dharmy. Bodhidharma wszedł w nirwanę ok. 540 roku (jedno ze źródeł podaje rok 536). Źródła podają bardzo różną długość jego życia: od 57 do 150 lat. Ciało zostało pochowane w świątyni Xiong’er Shan (熊耳山, Góra Niedźwiedziego Ucha) w prowincji Henan. Na cześć Bodhidharmy została wzniesiona stupa, nazwana Ding Lin. W 200 lat po śmierci Bodhidharmy cesarz Xuanzong z dynastii Tang przemianował ją na Kong Xiang (pusta forma).

### Bodhidharma i sztuki walki
Jak głosi legenda, mnisi praktykujący w Szaolin, widząc jak medytuje Bodhidharma, nabrali do niego wielkiego szacunku. Pozwolili mu w końcu przekroczyć bramę klasztoru. Bodhidharma dostrzegł, że mnisi są senni i postanowił wprowadzić jakieś ćwiczenia ruchowe, żeby ich nieco ożywić. Później ćwiczenia zostały rozwinięte i stały się podwaliną dzisiejszego wushu (kung-fu). Ponoć nieocenione w formowaniu tych ćwiczeń było doświadczenie, jakie Bodhidharma zdobył podczas swych wędrówek, gdy napotykał rzezimieszków i dzikie zwierzęta, którym musiał sam stawić czoła.

### Niezwykłe opowieści o Bodhidharmie
Tradycja zenistyczna i ludowa przedstawia postać Bodhidarmy zazwyczaj jako klęczącego mnicha, pozbawionego nóg i rąk. Jego fizjonomia przedstawia mężczyznę o zaczepnym wyglądzie, z bujną czarną brodą, takimiż brwiami oraz wielkimi, szeroko otwartymi, przenikliwymi oczami, często pozbawionymi powiek i źrenic, w których jednak od czasu do czasu zdaje się przebłyskiwać wesoła iskierka.
Tak też Bodhidharma był najczęściej portretowany. Bogatą kolekcję portretów Bodhidharmy malowanych tuszem przez mistrzów zen prezentuje Shambhala Zen Arts Gallery.
Również japońscy artyści ludowi, wziąwszy sobie za wzór postać przekazaną przez tradycję, wymodelowali szczególny rodzaj lalki, jaką jest daruma.
Poniżej zostały zebrane różne niezwykłe opowieści dotyczące Bodhidharmy.
- Bodhidarma przez dziewięć lat oddawał się niezwykłej medytacji - spędzając ten czas w grocie w pozycji siedzącej i wpatrując się w jej ścianę.
- Na skutek tak długiego siedzenia z nieużywanymi kończynami podwiniętymi pod ciało, Boddhidharmie uschły nogi i odpadły (niektóre wersje mówią, że nogi mu przyrosły do tułowia). Na temat braku rąk istnieje podanie mówiące, iż kazał je sobie odciąć, ponieważ zbytnio go rozpraszały.
- Bodhidarma wpatrywał się w ścianę i medytował, bez mrugania i poruszania oczami. Walcząc z ogarniającą go sennością obciął sobie powieki, aby zapobiec drzemaniu podczas medytacji. Rzucone na glebę powieki zapuściły korzenie i wyrosły z nich krzewy herbaciane (listki tego krzewu przypominają kształtem powieki). Tak więc chińska tradycja z postacią Bodhidharmy wiąże również pochodzenie tego pobudzającego napoju.
- Bodhidharma tak intensywnie wpatrywał się w skałę, że wypaliły się dziury.
- Inna wersja opowiada, że na skale został jego cień.
- Pewien urzędnik, wracający z dalekiej podróży, spotkał w górach Bodhidharmę, który niósł ze sobą tylko jeden sandał. Gdy spytał dokąd idzie, usłyszał odpowiedź: "Wracam do Indii". Gdy urzędnik wrócił do miasta, opowiedział o spotkaniu. Nikt mu nie uwierzył, a zdziwiony urzędnik dowiedział się, że od kilku lat Bodhidharma nie żyje. Otwarto grób Bodhidharmy i znaleziono w nim tylko jeden sandał.

## Kazania
Jakkolwiek sam Bodhidharma był przeciwny wyjaśnianiu zen poprzez pisma, istnieją cztery spisane mowy, które przypisuje się Bodhidharmie:
- Wprowadzenie do praktyki
- Kazanie krwiobiegu
- Kazanie przebudzenia
- Kazanie przełomu

Daoxuan w swoich Biografiach wybitnych mnichów utrzymuje, że nauki Bodhidharmy zostały spisane. Większość uczonych uważa, że Wstęp do praktyki rzeczywiście pochodzi od samego Bodhidharmy. Natomiast autorstwo trzech pozostałych kazań przypisuje się uczniom Bodhidharmy i datuje na VII oraz VIII wiek.

## Linia przekazu Dharmy
Pierwsza liczba oznacza liczbę pokoleń mistrzów od 1 Patriarchy indyjskiego Mahakaśjapy.
Druga liczba oznacza liczbę pokoleń od 28/1 Bodhidharmy, 28 Patriarchy Indii i 1 Patriarchy Chin.
Trzecia liczba oznacza początek nowej linii przekazu w danym kraju.
Siakjamuni Gautama (Budda)
- 1. Mahakaśjapa
  - 2. Ānanda
    - 3. Sanakawasa
      - 4. Upagupta
        - 5. Dhritaka (Dhītika)
          - 6. Miczcaka
            - 7. Wasumitra
              - 8. Buddhanandi
                - 9. Buddhamitra
                  - 10. Parśwa
                    - 11. Punjajaśas
                      - 12. Aśvaghoṣa (Ānabodhi)
                        - 13. Kapimala
                          - 14. Nagardżuna
                            - 15. Arjadewa (Kanadewa)
                              - 16. Rahulata (Rāhula, Rāhulabhadra)
                                - 17. Sanghānandi
                                  - 18. Sanghajaśas (Gayaśata, Saṃghayathata) 
                                    - 19. Kumarata (Kumāralāta, Kumarālābdha)
                                      - 20. Śajata (Dżajata) 
                                        - 21. Wasubandhu
                                          - 22. Manorhita
                                            - 23. Haklenajaśas (Haklena)
                                              - 24. Arjasinha (Siṃhabodhi) 
                                                - 25. Baśasita (Vaśasita) 
                                                  - 26. Punjamitra
                                                    - 27. Pradżniatara
                                                      - (28). Buddhabhadra
                                                        - (29). Shengzhao

                                                      - 28/1 Bodhidharma
                                                        - 29/2. Sengfu pierwszy uczeń Bodhidharmy
                                                        - 29/2. Daoyu
                                                        - 29/2. Zongchi (Dharani) (mniszka)
                                                        - 29/2. Dazu Huike (487-594)
                                                          - 30/3. Baoyue mistrz chan
                                                          - 30/3. Sengna (bd)
                                                          - 30/3. Xiang Jushi (bd) świecki
                                                          - 30/3. Huiman
                                                            - 31/4/1. Dōshō (628-670) wprowadził zen do Japonii (linia przekazu nie przetrwała)

                                                          - 30/3. Huaxian świecki
                                                          - 30/3. Jianzhi Sengcan (zm. 606)
                                                            - 31/4/1. Vinītaruci (zm. 594) przeniósł nauki chan do Wietnamu; szkoła vinītaruci
                                                            - 31/4. Dayi Daoxin (579-651)
                                                              - 32/5. Huangmei Lang mistrz chan
                                                              - 32/5. Jingzhou Faxian
                                                              - 32/5. Shuzhou Fazang
                                                              - 32/5. Fajing
                                                              - 32/5. Niutou Farong (594-657) szkoła niutouzong
                                                              - 32/5/1. Pŏmnang Korea – wprowadzenie chanu (kor. sŏn) do Korei
                                                              - 32/5. Daman Hongren (601-674)
                                                                - 33/6. Yuquan Shenxiu (606-706)(także Datong) Północna szkoła chan.
                                                                - 33/6. Zizhou Zhishen (Zhixian) (609–702)
                                                                  - 34/7. Zizhou Chuji (669–736)
                                                                    - 35/8. Jingzhong Wuxiang (684-762) koreański mistrz chan Kim Musang działający w Chinach. Szkoła jingzhong
                                                                      - 36/9. Baotang Wuzhu (714–774) szkoła baotang

                                                                - 33/6. Lao’an Hui’an[a] (580-707) (Songyue) szkoła laomu an heshang
                                                                - 33/6. Daoming (bd) (także Huiming)
                                                                - 33/6. Dajian Huineng (638-713) Południowa szkoła chan